# Route nationale 43
La route nationale 43 (RN 43 o N 43) è una strada nazionale francese che parte da Sainte-Ruffine e termina a Calais. In origine andava da Lieu-Saint-Amand a Calais, ma negli anni settanta fu allungata con numerosi tronconi appartenuti ad altre strade nazionali preesistenti. Nel 2006 è stata tuttavia ridotta a due sole brevi sezioni presso Sedan e Charleville-Mézières.

## Percorso
Parte da Sainte-Ruffine, ad est di Metz, presso l’incrocio con la N3, e raggiunge Saint-Privat-la-Montagne. Questa parte era denominata N381 prima degli anni settanta, mentre oggi è nota come D643. Da Brey a Mainville la N43 riprese la N52bis; in seguito invece sostituì ancora la N381. Serve Landres e Longuyon, dove comincia il tratto in cui la N43 rimpiazzò la N47.
Da Montmédy parte un nuovo troncone appartenente in origine alla N381. A Montlibert l’attuale D643 lascia posto alla D8043, che segue a lungo la valle della Chiers, fino a Douzy. Serve quindi Sedan (la vecchia variante passante per il centro è la D8043A, la nuova è ancora di rango nazionale) per poi coincidere con l’autoroute A34. A Charleville-Mézières ricomincia la N43: questa sezione apparteneva alla N51 e termina a Le Piquet, nel comune di Tremblois-lès-Rocroi, dove cominciava il tratto dell’ex N39.
Passando dal dipartimento delle Ardenne a quello dell’Aisne cambia nome da D8043 a D1043. Passa da Hirson e La Capelle, dove interseca la N2. Tornata a chiamarsi D643, la strada serve Caudry ed aggira Cambrai (nel centro della città è stata declassata a D2643), da dove la N43 prese il posto della N17 fino a Douai. L’originaria N43 cominciava a Lieu-Saint-Amand (all’incrocio con l’allora N29) ed attraversava Bouchain, Aniche, Sin-le-Noble e Douai: da qui la N43 successiva agli anni settanta coincideva con quella più antica.
Continua così per Hénin-Beaumont (col nome di D943), Lens, Béthune, Lillers, Aire-sur-la-Lys (punto di partenza dell'ex N43b) e Saint-Omer, di cui evita il centro condividendo un tratto con l’ex N42. Sempre declassata a D943, la strada prosegue verso nord-ovest e giunge a Calais (dove un tempo terminava anche la N1) passando per Ardres.